# Herrschaft Göffingen
Die Herrschaft Göffingen war eine Herrschaft mit Sitz auf Burg Göffingen in Göffingen, einem Ortsteil der Gemeinde Unlingen im Landkreis Biberach in Baden-Württemberg. Sie kam zunächst zum Kloster Reichenau als Lehen. 
Seit 1476 waren die Herren von Hornstein-Hertenstein, mit Ausnahme einer Verpfändung von 1518 bis 1528 an die Herren von Stotzingen, dauerhaft mit der Herrschaft Göffingen belehnt. Sie verkauften sie 1790 an die Fürsten von Thurn und Taxis. 
Im Rahmen der Mediatisierung im Jahr 1806 kam die Herrschaft Göffingen unter die Landeshoheit des Königreichs Württemberg.